# فاتاي أينلا
فاتاي أينلا (بالإنجليزية: Fatai Ayinla) (مواليد 6 مايو 1939) هو ملاكم نيجيري، مثّل بلاده في الألعاب الأولمبية الصيفية في دورتي 1968 و1972.

## روابط خارجية
فاتاي أينلا على موقع أوليمبيديا (الإنجليزية)
- فاتاي أينلا على موقع اتحاد ألعاب الكومنولث (مؤرشف) (الإنجليزية)